# أدونيس رأس الرجاء
أدونيس رأس الرجاء (الاسم العلمي: Adonis capensis) نوع نباتي ينتمي إلى جنس الأدونيس أو عين الجمل من الفصيلة الحوذانية.